# Ворсіно
Во́рсіно (рос. Ворсино) — присілок у складі Орічівського району Кіровської області, Росія. Входить до складу Кучелапівського сільського поселення.
Населення становить 25 осіб (2010, 11 у 2002).
Національний склад станом на 2002 рік — росіяни 100 %.